# Witvleugelral
De witvleugelral (Sarothrura ayresi) is een vogel uit de familie Sarothruridae. Deze familie werd heel lang beschouwd als een onderfamilie van de rallen, koeten en waterhoentjes (rallidae).

## Taxonomie
Deze ral werd in 1877 door John Henry Gurney beschreven uit een naar Engeland door Thomas Ayres opgestuurde collectie vogels uit de Zuid-Afrikaansche Republiek Transvaal. De wetenschappelijke soortnaam is een verwijzing naar Thomas Ayres. DNA-onderzoek naar de taxonomie van de vogels na de eeuwwisseling wees uit dat het geslacht Sarothrura weliswaar tot de orde van de Gruiformes behoorde, maar minder verwant was aan de rallidae en eerder verwant was aan de fuutkoeten (Heliornithidae). In het Afrikaans worden de vogel witvlerkvleikuiken genoemd.

## Kenmerken
De vogel is 14 cm lang. Het is een kleine soort ral, kleiner dan het kleinst waterhoen. Het mannetje heeft een kastanjebruine kop. Mannetje en vrouwtje zijn donker gekleurd van boven met witte stippen en een bruin staartje met zwarte banden. Zeer kenmerkend zijn de witte vleugelvelden, die overigens alleen goed te zien zijn als de vogel vliegt.

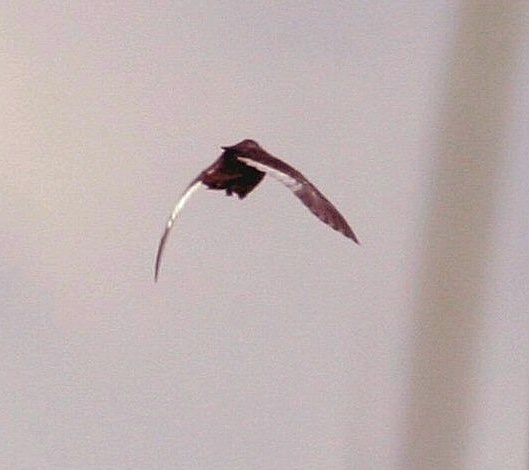
Wegvliegende witvleugelral

## Verspreiding en leefgebied
Deze soort komt voor in Ethiopië, Zimbabwe en oostelijk Zuid-Afrika. In Ethiopië broedt de vogel in natte gebieden, die tijdelijk ontstaan in het hoogland tussen 2200 en 2600 m boven zeeniveau. Het broedgebied bestaat uit moerassen, die snel dichtgroeien met waterplanten als riet, andere grassoorten en zeggen en biezen. Buiten de broedtijd trekken de vogels naar lager gelegen gebieden. Het trekgedrag in andere delen van Afrika is slecht bekend. Ook in Zuidelijk Afrika broedt de vogel in vergelijkbare, hoog gelegen gebieden.

## Status
De grootte van de populatie werd in 2016 door BirdLife International geschat op 50 tot 250 volwassen individuen en de populatie-aantallen nemen af door habitatverlies. Het leefgebied wordt aangetast door tal van menselijke ingrepen, zoals waterbeheersing voor irrigatie en de aanleg van dammen, waardoor gebieden permanent onder water staan. Verder door verstoring en het verbranden en maaien van graslanden of intensieve beweiding. Om deze redenen staat deze soort als ernstig bedreigd (kritiek) op de Rode Lijst van de IUCN.